# Héas
Pour les articles homonymes, voir Héas (homonymie).
Héas est un hameau français de la commune de Gèdre dans le Lavedan (département des Hautes-Pyrénées).
La chapelle Notre-Dame, au débouché de la vallée des Aguillous, a été trois fois reconstruite.

## Étymologie
Heàs est un toponyme fréquent en Gascogne. Il signale de nombreuses « prairies à foin ».

## Histoire
Le hameau est fréquemment exposé aux avalanches provenant du Soum des Tours (2 879 m). Les dernières ont eu lieu en 1907 (quatre maisons détruites et deux morts) et en 1915 (la chapelle et deux maisons détruites, deux morts).

## Galerie

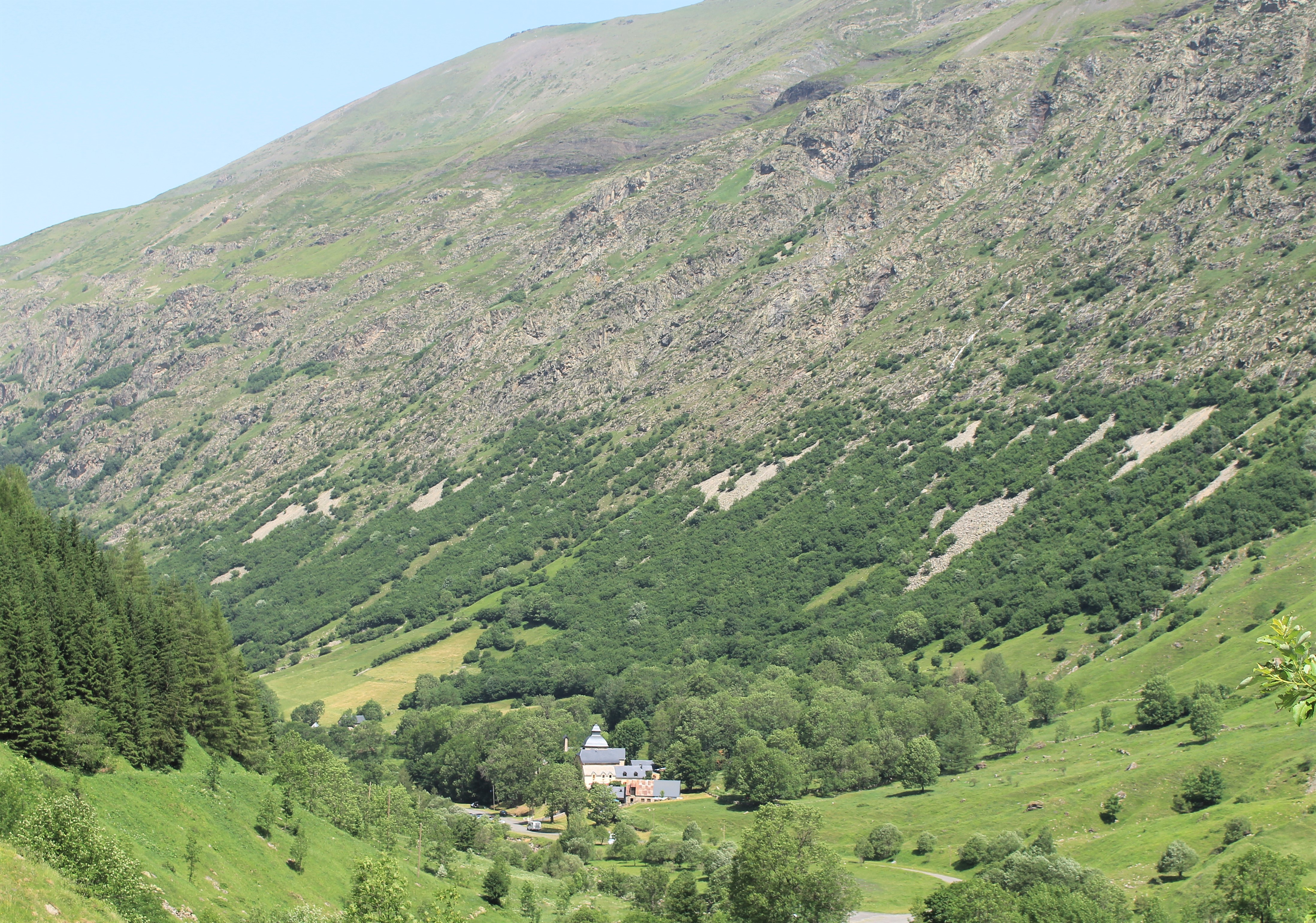
La vallée.
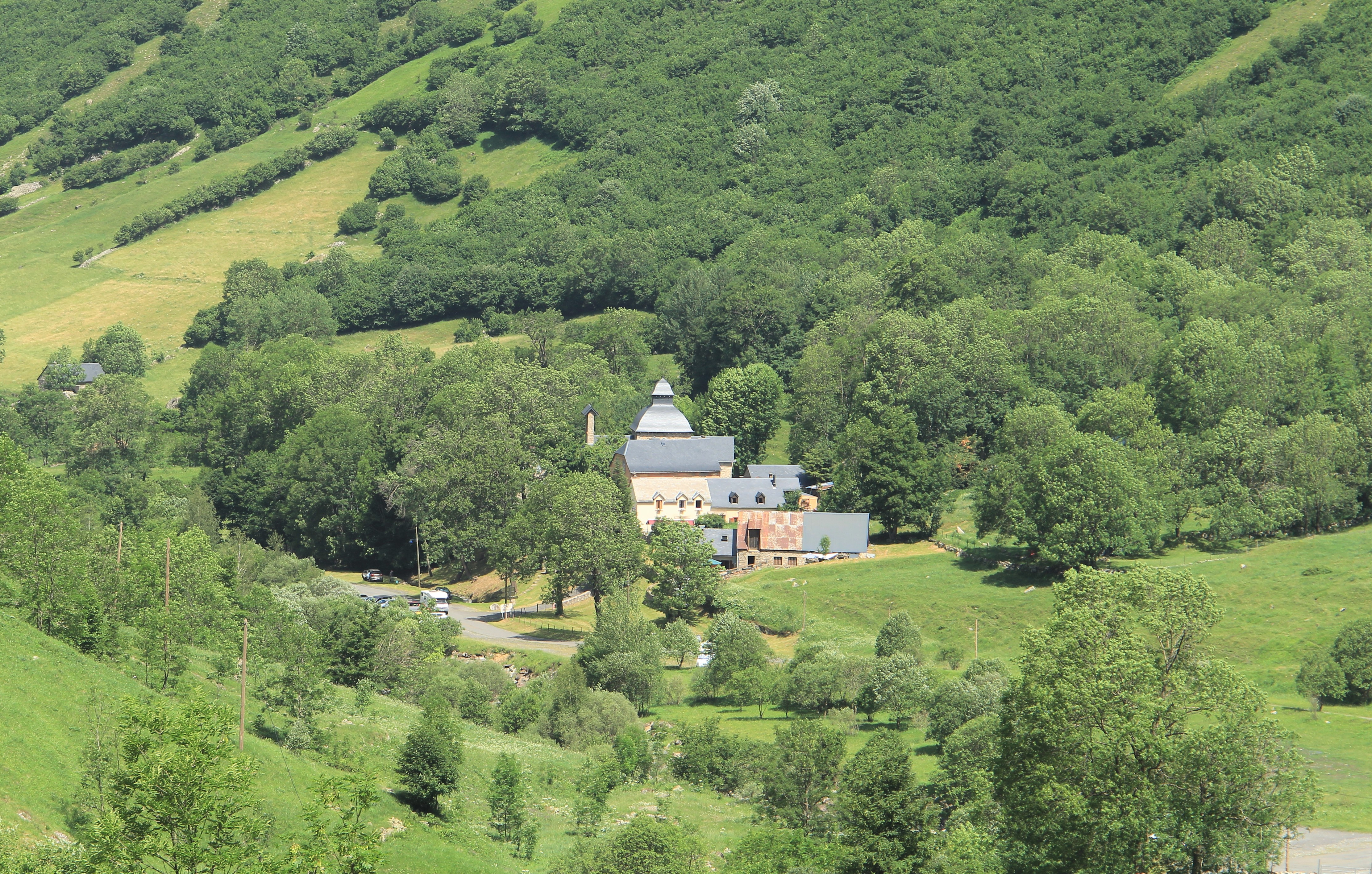
Le hameau.
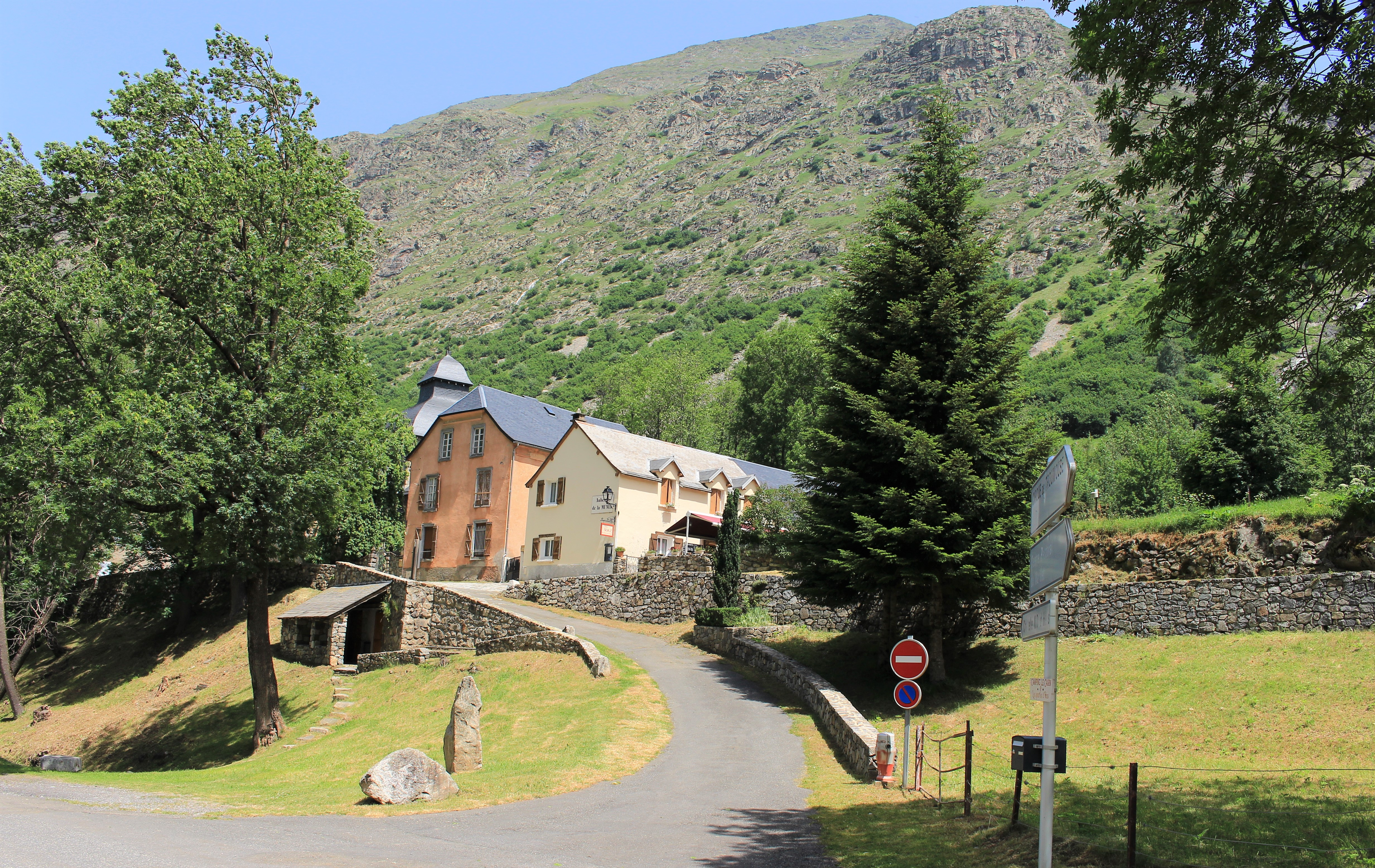
La chapelle.